# Həbibkənd
Həbibkənd è un comune dell'Azerbaigian situato nel distretto di Xaçmaz. Conta una popolazione di 665 abitanti.